# Physicians for Human Rights-Israel
Physicians for Human Rights-Israel (Hebreeuws: רופאים לזכויות אדם-ישראל; Dokters voor Mensenrechten-Israël), kortweg PHR-I, is een niet-gouvernementele organisatie (ngo) zonder winstoogmerk, die opkomt voor mensenrechten-voor-allen. De ngo werd in 1988 opgericht door een groep Israëlische artsen met als doel het promoten van “een rechtvaardige samenleving waar alle personen die onder verantwoordelijkheid van de staat Israël vallen recht op gezondheid hebben” en is gevestigd in Jaffa / Tel Aviv-Yafo.
PHR-I verklaart dat “principes als mensenrechten, medische ethiek en sociale rechtvaardigheid tot de kern van hun wereldbeeld behoren” en dat zij tegen de “voortdurende bezetting van het Palestijnse gebied zijn (“Palestinian Territory”). In september 2010 kreeg PHR-I de Right Livelihood Award voor haar onvermoeibaar strijden voor het recht op gezondheid voor alle mensen in Israël en Palestina.
Stichter dr. Ruchama Marton steunt de BDS-beweging en werd daarom bekritiseerd door Israëlische anti-BDS-groeperingen.
Volgens Marton is marteling van Palestijnse gevangenen al vanaf minstens 1993 een steevaste politiek van Shin Bet en officieren van het Israëlische leger waarbij men aan de dienst gelieerde artsen betrekt. Onderzoeksjournalist Michal Sela had een Sjien Beet-document gevonden, waarin een Sjien Beet-arts om medisch commentaar werd gevraagd betreffende een gevangene voor het geval deze in isolatie zou worden genomen, vastgebonden, gezichtsbedekking kreeg of langere tijd zou moeten staan. Er werd nog een tweede document gevonden van deze aard. Marton schreef samen met de Israëlische professor Internationaal Recht en Mensenrechten Neve Gordon over het eerstgenoemde document en andere bevindingen een boek met de titel Torture - Human Rights, Medical Ethics and the Case of Israel. Hij beschrijft onder andere casussen van Palestijnse gevangenen met hun verwondingen, waarvoor zelfs ziekenhuisopname nodig was. Hij beschrijft onder andere casussen van Palestijnse gevangenen met hun verwondingen, waarvoor zelfs ziekenhuisopname nodig was. Het boek is overigens in Israël niet verkrijgbaar. Steimatzky, de oudste en grootste keten van boekhandels in dat land, heeft volgens hem de verkoop ervan tegengehouden.
Naar aanleiding van de behandeling van Palestijnse gevangenen in Israëlische gevangenissen en militaire ziekenhuizen tijdens de Oorlog Hamas-Israël, met name in het Sede Teiman-gevangenenkamp, bracht de organisatie in april 2024 een rapport uit over de medische ethiek betreffende Gazaanse gevangenen: "It is the duty of every doctor, medical staff, and organizations representing the health community to oppose what is taking place in Sde Teiman in general and, in particular, in relation to the medical treatment given to prisoners there. The undersigned on this report believe that the facility should be closed and that the presence of medical staff in a place where the treatment and conditions amount to torture is forbidden."
De organisatie runt sinds 2006 een open kliniek voor mensen zonder verblijfsvergunning. Aanleiding was de dood van een Ghanees, die gered had kunnen worden, als hij medische hulp had gehad. Ook is er de Mobiele kliniek, waarmee men in de Palestijnse Gebieden medische hulp verleent. Tijdens de Covid-19-crisis deed PHR-I - naast het verlenen van specifieke medische hulp - een beroep op de Israëlische minister van gezondheidszorg om verantwoordelijkheid te nemen en de Palestijnen de nodige medische bijstand te verlenen. Men ging zelfs naar het Hooggerechtshof.

## Citaat
Wij moeten ons niet verschuilen achter het idee dat marteling een symptoom is van de bezetting, terwijl wij onszelf wijsmaken dat die praktijken zullen verdwijnen als aan de bezetting een eind komt. Marteling vindt plaats binnen een wereldbeeld waarin mensenrechten geen plaats of waarde hebben. Daarvan was al lang vóór de bezetting sprake en het zal zich blijven voordoen zolang wij de mentaliteit die eraan ten grondslag ligt niet veranderen. (Ruchama Marton).